# Catedral Basílica do Sagrado Coração (Newark)
A Catedral Basílica do Sagrado Coração (em inglês: Cathedral Basilica of the Sacred Heart) é uma catedral católica localizada na cidade de Newark, nos Estados Unidos. É a sede da Arquidiocese de Newark, e é dedicada ao Sagrado Coração de Jesus. A catedral tornou-se uma basílica menor, ou seja, uma igreja de particular importância distinguida pelo papa João Paulo II durante sua visita, em 4 de outubro de 1995.